# Broksnylthumla
Broksnylthumla (Bombus quadricolor) är en insekt i överfamiljen bin (Apoidea) som tillhör undersläktet snylthumlor.

## Beskrivning
Broksnylthumlan är en stor, korttungad humla med en längd av 17-18 millimeter för honan, 15-17 millimeter för hanen. Honan är övervägande mörk med bred, gul krage. Tergit 1 till 2 är brunsvarta, tergit 3 till 5 rödaktig med en inblandning av vita hår, och bakkroppsspetsen rödaktig. Tergit 1 kan ha vita hår på sidorna. Hanen har samma breda, gula krage som honan, men i övrigt en svart mellankropp med en inblandning av gula hår längst bak. Tergit 1 till 2 är svarthåriga, tergit 3 till 4 kan variera mellan vithåriga, beigehåriga eller gulhåriga, och tergit 5 till 7 rödhåriga, liksom vanligen de fyra sista sterniterna. Över huvud taget varierar hanens färger mycket, och de olika fälten är svåra att skilja åt.

## Ekologi
Habitatet utgörs av blandbiotoper med tallskog, skogsbryn, gläntor med ängvegetation, buskmarker, hedar, ogödslade ängar och trädgårdar. Honorna är relativt sena och flyger vanligen under juni och juli. Hanarna är aktiva under augusti och september. Hanarna kan besöka bland annat korgblommiga växter som väddklint, rödklint, ängsskära, höstfibbla, flockfibbla och gullris, men även kransblommiga växter som kungsmynta och väddväxter som åkervädd och ängsvädd.
Som många humlehanar är hanarna patrullerare, de flyger runt i terrängen längs en bana och avsätter könsferomoner på olika objekt för att locka till sig parningsvilliga honor. Specifikt för denna art är att patrullerandet sker i trädtoppshöjd.                                                                             
Honan snyltar på blåklockshumla, hon tar över ett blåkockshumlesamhälle, dödar vanligen dess drottning och tvingar dess arbetare att föda upp sin avkomma.

## Utbredning
Utbredningsområdet sträcker sig från västra kontinentala Europa (exklusive de Brittiska öarna) österut, troligen till Altaj, till östra Turkiet i sydöst, och från Skandinaviska halvön (inklusive delar av Finland) söderut till norra Spanien och Pyreneerna.
I Sverige finns arten från Götaland, där den saknas på Öland samt är utdöd i Skåne, Halland och Blekinge, samt vidare från Svealand och längs Norrlandskusten upp till södra Västerbotten. Populationen ökar dock svagt, och arten är klassificerad som livskraftig (LC).
I Finland förekommer den i de sydligare delarna av landet, på Åland dock senast 1948. Arten har gått bakåt; numera (mitten av 2020-talet) finns den knappast längre norrut än till Södra Karelen och Södra Savolax; tidigare, på 1950- och 1960-talen, hade den även påträffats i Norra Savolax och Norra Karelen. Arten är rödlistad som nära hotad ("NT").